# Bob ai IX Giochi olimpici invernali - Bob a quattro maschile
La gara di bob a quattro maschile ai IX Giochi olimpici invernali si è disputata tra il 6 e il 7 febbraio a Innsbruck.

## Atleti iscritti
| America (20)                            | America (20)                                                      | America (20)                |
| --------------------------------------- | ----------------------------------------------------------------- | --------------------------- |
| - Argentina (4)                         | - Canada (8)                                                      | - Stati Uniti (8)           |
| Europa (53)                             |                                                                   |                             |
| - Austria (8) - Belgio (5) - Italia (8) | - Gran Bretagna (8) - Romania (4) - Squadra Unificata Tedesca (8) | - Svezia (4) - Svizzera (8) |

## Risultati
| Pos. | Nazione                      | Atleti                                                                                  | Manche1 | Manche2 | Manche3 | Manche4 | Totale  | Distacco |
| ---- | ---------------------------- | --------------------------------------------------------------------------------------- | ------- | ------- | ------- | ------- | ------- | -------- |
|      | Canada I                     | Victor Emery Peter Kirby Douglas Anakin John Emery                                      | 1:02.99 | 1:03.82 | 1:03.64 | 1:04.01 | 4:14.46 |          |
|      | Austria I                    | Erwin Thaler Adolf Koxeder Josef Nairz Reinhold Durnthaler                              | 1:03.67 | 1:03.94 | 1:03.74 | 1:04.13 | 4:15.48 | +1.02    |
|      | Italia II                    | Eugenio Monti Sergio Siorpaes Benito Rigoni Gildo Siorpaes                              | 1:03.43 | 1:04.07 | 1:04.02 | 1:04.08 | 4:15.60 | +1.14    |
| 4    | Italia I                     | Sergio Zardini Sergio Mocellini Ferruccio Dalla Torre Romano Bonagura                   | 1:03.95 | 1:04.10 | 1:03.59 | 1:04.25 | 4:15.89 | +1.43    |
| 5    | Squadra Unificata Tedesca I  | Franz Schelle Ludwig Siebert Josef Sterff Otto Göbl                                     | 1:04.21 | 1:03.50 | 1:04.15 | 1:04.33 | 4:16.19 | +1.73    |
| 6    | Stati Uniti I                | Bill Hickey Reg Benham Bill Dundon Chuck Pandolph                                       | 1:03.90 | 1:04.11 | 1:04.43 | 1:04.79 | 4:17.23 | +2.77    |
| 7    | Austria II                   | Paul Aste Herbert Gruber Andreas Arnold Hans Stoll                                      | 1:04.65 | 1:04.40 | 1:04.43 | 1:04.25 | 4:17.73 | +3.27    |
| 8    | Svizzera II                  | Herbert Kiesel Bernhard Wild Hansruedi Beugger Oskar Lory                               | 1:04.33 | 1:04.54 | 1:04.65 | 1:04.60 | 4:18.12 | +3.66    |
| 9    | Squadra Unificata Tedesca II | Franz Wörmann Anton Wackerle Rupert Grasegger Hubert Braun                              | 1:04.47 | 1:04.42 | 1:05.25 | 1:04.54 | 4:18.68 | +4.22    |
| 10   | Svizzera I                   | Hans Zoller Hans Kleinpeter Fritz Lüdi Robert Zimmermann                                | 1:04.83 | 1:04.52 | 1:04.97 | 1:04.73 | 4:19.05 | +4.59    |
| 11   | Svezia I                     | Kjell Holmström Walter Aronson Kjell Lutteman Carl-Erik Eriksson                        | 1:04.26 | 1:04.04 | 1:04.56 | 1:06.38 | 4:19.24 | +4.78    |
| 12   | Gran Bretagna I              | Anthony James Nash Guy Renwick David Lewis Robert Thomas Dixon                          | 1:04.56 | 1:05.07 | 1:04.64 | 1:05.13 | 4:19.40 | +4.94    |
| 13   | Gran Bretagna II             | Bill McCowen Robin Widdows Robin Seel Andrew Hedges                                     | 1:04.49 | 1:04.68 | 1:05.53 | 1:04.73 | 4:19.43 | +4.97    |
| 14   | Canada II                    | Monty Gordon Christopher Ondaatje David Hobart Gordon Currie                            | 1:04.63 | 1:04.43 | 1:05.06 | 1:05.66 | 4:19.78 | +5.32    |
| 15   | Romania I                    | Ion Panțuru Gheorghe Maftei Constantin Cotacu Hariton Paşovschi                         | 1:04.70 | 1:04.89 | 1:05.05 | 1:05.16 | 4:19.80 | +5.34    |
| 16   | Argentina I                  | Héctor Tomasi Carlos Alberto Tomasi Hernán Agote Fernando Rodríguez                     | 1:05.74 | 1:06.08 | 1:07.07 | 1:06.62 | 4:25.51 | +11.05   |
| 17   | Belgio I                     | Jean de Crawhez Charly Bouvy / Thierry De Borchgrave Camille Liénard Jean-Marie Buisset | 1:07.46 | 1:05.56 | 1:06.51 | 1:06.31 | 4:25.84 | +11.38   |
|      | Stati Uniti II               | Larry McKillip Bob Rogers Mike Baumgartner Jim Lamy                                     | 1:03.92 | 1:04.22 | DNS     |         |         |          |